# Франция на летних Олимпийских играх 1948
На летних Олимпийских играх 1948 года Францию представлял 316 спортсменов (279 мужчин, 37 женщин). Они завоевали 10 золотых, 6 серебряных и 13 бронзовых медали, что вывело сборную на 3-е место в неофициальном командном зачёте.

## Медалисты
| Медаль  | Спортсмен | Вид спорта                  | Дисциплина                               |
| ------- | --- | --------------------------- | ---------------------------------------- |
| Золото  | Морис Ю Мишель Пешё Марсель Деспре Эдуар Артига Анри Герен Анри Лепаж | Фехтование                  | Мужчины, шпага, командное первенство     |
| Золото  | Жеан де Бюан | Фехтование                  | Мужчины, рапира, личное первенство       |
| Золото  | Адриен Роммель Кристиан д’Ориола Андре Бонен Жак Латаст Жеан де Бюан Рене Буньоль                                                                                                 | Фехтование                  | Мужчины, рапира, командное первенство    |
| Золото  | Мишлин Остермейер | Лёгкая атлетика             | Женщины, толкание ядра                   |
| Золото  | Мишлин Остермейер | Лёгкая атлетика             | Женщины, метание диска                   |
| Золото  | Жозе Бейяр | Велоспорт                   | Мужчины, групповая гонка по шоссе        |
| Золото  | Жак Дюпон | Велоспорт                   | Мужчины, гит 1000 м                      |
| Золото  | Фернан Деканали Пьер Адам Серж Блюссон Шарль Косте | Велоспорт                   | Мужчины, командная гонка преследования   |
| Золото  | Андре Жуссом Жан Сен-Фор Пайяр Морис Бюре | Конный спорт                | Выездка, командное первенство            |
| Золото  | Бернар Шевалье | Конный спорт                | Троеборье, личное первенство             |
| Серебро | Кристиан д’Ориола | Фехтование                  | Мужчины, рапира, личное первенство       |
| Серебро | Ален Мимун | Лёгкая атлетика             | Мужчины, 10.000 м                        |
| Серебро | Жан-Батист Керебель Франсис Шеветта Робер Шеф д'Отель Жак Лунис | Лёгкая атлетика             | Мужчины, эстафета 4×400 м                |
| Серебро | Игнас Хайнрих | Лёгкая атлетика             | Мужчины, десятиборье                     |
| Серебро | Андре Жуссом | Конный спорт                | Выездка, личное первенство               |
| Серебро | Андре Барре Мишель Бонневи Андре Буфьер Рене Чока Рене Деренси Морис Десамоне Андре Эвен Морис Жирардо Фернан Гвилу Раймон Оффне Жак Перье Иван Квенен Люсьен Ребуффи Пьер Тьёлон | Баскетбол                   | Мужчины                                  |
| Бронза  | Марсель Ансен | Лёгкая атлетика             | Мужчины, 800 м                           |
| Бронза  | Мишлин Остермейер | Лёгкая атлетика             | Женщины, прыжки в высоту                 |
| Бронза  | Жаклин Мазе | Лёгкая атлетика             | Женщины, метание диска                   |
| Бронза  | Робер Бутиньи | Гребля на байдарках и каноэ | Мужчины, каноэ-одиночка, 1000 м          |
| Бронза  | Жорж Дрансар Жорж Гандиль | Гребля на байдарках и каноэ | Мужчины, каноэ-двойка, 1000 м            |
| Бронза  | Жорж Дрансар Жорж Гандиль | Гребля на байдарках и каноэ | Мужчины, каноэ-двойка, 10 000 м          |
| Бронза  | Анри Эберхард | Гребля на байдарках и каноэ | Мужчины, байдарка-одиночка, 1000 м       |
| Бронза  | Жозе Бейяр Жак Дюпон Ален Муэно | Велоспорт                   | Мужчины, командная гонка по шоссе        |
| Бронза  | Гастон Дрон Рене Фейе | Велоспорт                   | Мужчины, тандем                          |
| Бронза  | Жан-Франсуа д’Орже | Конный спорт                | Конкур, личное первенство                |
| Бронза  | Шарль Куё | Борьба                      | Мужчины, вольная борьба, до 57 кг        |
| Бронза  | Жорж Валлере | Плавание                    | Мужчины, 100 м на спине                  |
| Бронза  | Жозеф Бернардо Рене Корню Анри Паду Александре Жани | Плавание                    | Мужчины, эстафета 4×200 м вольным стилем |

## Результаты соревнований

### Академическая гребля
Соревнования по академической гребле на Олимпийских играх 1948 года проходили в гребном центре в Хенли-он-Темс, где ежегодно проводятся соревнования Королевской регаты. Из-за недостаточной ширины гребного канала в одном заезде могли стартовать не более трёх лодок. В следующий раунд из каждого заезда проходили только победители гонки.
Мужчины
| Соревнование | Спортсмены            | Предварительный заезд | Предварительный заезд | Предварительный заезд | Отборочный заезд | Отборочный заезд | Отборочный заезд | Полуфинал             | Полуфинал             | Полуфинал             | Финал                 | Финал                 |
| Соревнование | Спортсмены            | Заезд                 | Время                 | Место                 | Заезд            | Время            | Место            | Заезд                 | Время                 | Место                 | Время                 | Место                 |
| ------------ | --------------------- | --------------------- | --------------------- | --------------------- | ---------------- | ---------------- | ---------------- | --------------------- | --------------------- | --------------------- | --------------------- | --------------------- |
| одиночки     | Жан Сеферьяд          | 4                     | 7:34,3                | 1 Q                   | не участвовал    | не участвовал    | не участвовал    | 3                     | 8:17,1                | 2                     | завершил выступление  | завершил выступление  |
| двойки       | Поль Ротли Поль Хайтц | 4                     | 7:36,2                | 3                     | 1                | 7:42,3           | 3                | завершили выступление | завершили выступление | завершили выступление | завершили выступление | завершили выступление |